# Paul Ackerman
Paul Ackerman (* 18. Februar 1909 in New York City; † 31. Dezember 1977) war ein US-amerikanischer Journalist.
Er war von 1943 bis 1973 der Musikredakteur des Billboard-Magazin und wurde 1995 in der Kategorie „non-performers“ in die Rock and Roll Hall of Fame aufgenommen.
Während seiner langen Zeit bei Billboard spielte Ackerman eine zentrale Rolle im aufkommenden Rock ’n’ Roll, indem er sich für dessen ernsthafte Wahrnehmung als neue Musikrichtung einsetzte. Als Fan ländlichen Blues und Countrys und bewandert in europäischer und amerikanischer Musikgeschichte erkannte er frühere Musiktraditionen darin und sorgte so dafür, dass die neue Form der Musik von der Mitte des 20. Jahrhunderts an immer ernster genommen wurde.
Ein Zitat von ihm lautet:

“Music is the most important of our arts, because it cuts through every facet of show business.”

„Musik ist die wichtigste unserer Künste, weil sie jede Facette des Showbusiness berührt.“